# Исакогорский округ

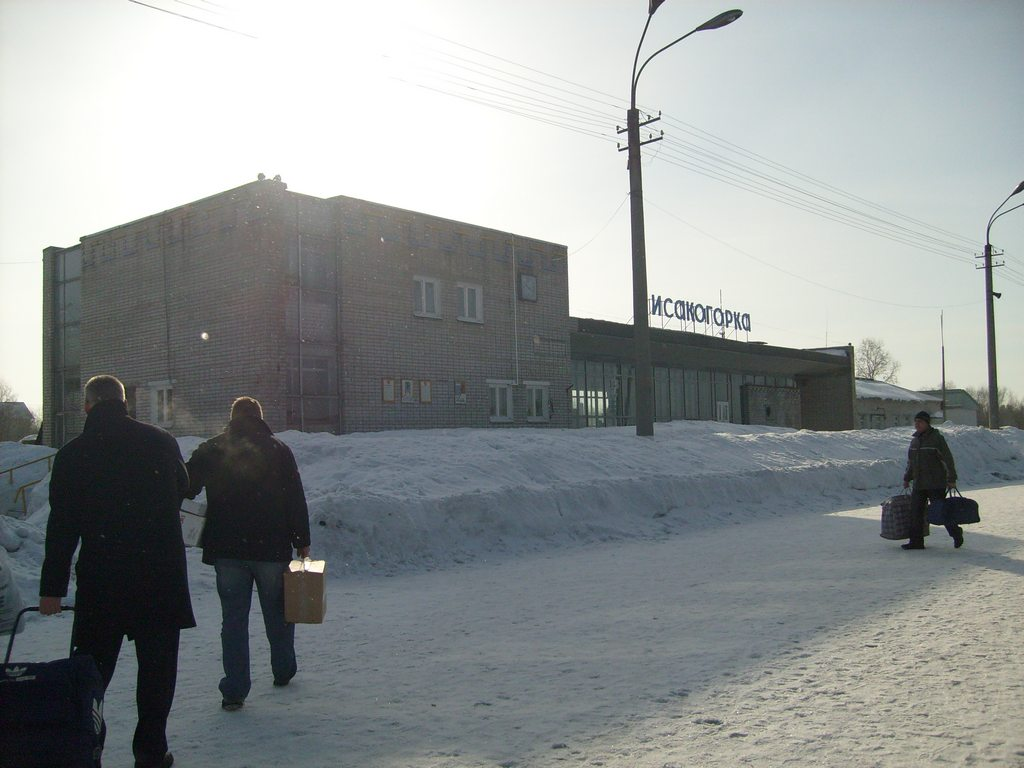
Станция Исакогорка

Исакогорский округ — один из девяти территориальных округов Архангельска, расположен  на юге города, по левому берегу реки Северная Двина, к северу от посёлка Катунино. Администрация Исакогорского и Цигломенского округов находится в микрорайоне Исакогорка.

## Население
| 2002    | 2010    | 2011    | 2012    | 2013    | 2014    | 2015    |
| ------- | ------- | ------- | ------- | ------- | ------- | ------- |
| 26 533  | ↗28 802 | ↗31 853 | ↘28 907 | ↘28 794 | ↘28 571 | ↘28 525 |
| 2016    | 2021    |         |         |         |         |         |
| ↘28 321 | ↘18 823 |         |         |         |         |         |

## Территориальное деление
В округе выделяются микрорайоны: Затон, Зелёный бор, Дамба, Пирсы, Бакарица, Левый берег, Исакогорка, Исакогорская лесобаза.
Территориальному Исакогорскому округу в рамках административно-территориального деления подчинены 3 сельских населённых пункта: посёлки Турдеевск, Лесная Речка и Новый Турдеевск. По муниципальному делению перечисленные населённые пункты подчиняются Муниципальному образованию Городской округ город Архангельск.
Администрация Исакогорского и Цигломенского округов находится в микрорайоне Исакогорка.

## История
В 1932 году в Архангельске был образован Исакогорский район.
В 1991 году, в соответствии с постановлением мэра г. Архангельска от 13 ноября 1991 года № 2 и решением Архангельского городского Совета депутатов от 15 ноября 1991 года № 88 «Об образовании территориальных городских округов», была произведена реорганизация структуры органов управления города, в результате которой ликвидировано деление на районы и образованы 9 территориальных округов, в том числе Исакогорский.

## Экономика
На территории расположена крупная железнодорожная станция Северной железной дороги Исакогорка, локомотивное депо ТЧ15, Исакогорская дистанция пути, новая городская телемачта Архангельска, ЛДК «Архангельсклес», несколько библиотек. Основные предприятия: Архангельский морской торговый порт, причал Турдеевской лесобиржи, погрузочно-разгрузочный район «Бакарица», промышленные предприятия ОАО «Архоптснаб», ОАО «СМП».

## Транспорт
Основные улицы: Дежневцев, Зеньковича, Нахимова, Адмирала Макарова, Магистральная. Связь с центральной частью Архангельска осуществляется через Северодвинский и Краснофлотский мосты.

## Образование, культура
На территории расположен филиал Российского государственного открытого технического университета путей сообщения.